# Oberperfuss
Oberperfuss är en ort och kommun i distriktet Innsbruck-Land i förbundslandet Tyrolen i Österrike. Kommunen har 3 106 invånare (2024). Den ligger 15 km väster om Tyrolens huvudstad Innsbruck.